# لردخران (محمد أباد كرمان)
لردخران (بالفارسية: لردخران) هي منطقة سكنية تقع في إيران في Mohammadabad Rural District. يقدر عدد سكانها بـ 0 نسمة بحسب إحصاء 2016.